# Ники и Пауло
Ники Фернандез (на английски: Nikki Fernandez) и Пауло (на английски: Paulo) са герои от сериала „Изгубени“ на телевизия ABC. Ролите се изпълняват съответно от американската актриса Кийли Санчез и бразилският актьор Родриго Санторо. В българския дублаж Ники и Пауло се озвучават от Елена Русалиева и Васил Бинев.
Двойката е представена рано в трети сезон. Продуцентите са често питани какво правят останалите оцелели от самолетната катастрофа, понеже шоуто се концентрира върху около петнайсет оцелели, а в отговор персонажите на Ники и Пауло биват създадени. Реакцията към тях е главно негативна заради рязкото им включване в историята. Главният сценарист Деймън Линдълоф уведомява, че двамата са „напълно намразени“ от феновете. В резултат на това те са убити по-късно в същия сезон.